# Štadión Tatran
Štadión Tatran is een voetbalstadion in de Slowaakse stad Prešov. Het is de thuisbasis van voetbalclub 1. FC Tatran Prešov, een club uit de hoogste divisie van het Midden-Europese land, de Corgoň Liga. Het stadion biedt plaats aan maximaal 5.410 toeschouwers.
Het Slowaaks voetbalelftal speelde in dit stadion tot op heden één officiële interland. Dat was een vriendschappelijke wedstrijd op 14 mei 2002 tegen Oezbekistan, die met 4-1 werd gewonnen door de thuisploeg dankzij treffers van Vratislav Greško, Jozef Kožlej (2) en Marek Mintál.